# Zivilhaft
Zivilhaft ist in Deutschland der Oberbegriff für Ordnungs-, Sicherungs-, Zwangs- und Erzwingungshaft. Im Gegensatz zur Zivilhaft steht die Strafhaft.